# 2012年11月香港
- 11月2日：廉政公署立案調查林奮強售樓是否涉及行賄，翌日林奮強開始無限期休假。[1]
- 11月2日：由於外來「熱錢」湧入，金融管理局在兩周內第十次入市沽售港元，以維持聯繫匯率強方保證兌換水平。[2]
- 11月3日：香港大學醫療保健處牙科診所發生醫療事故，部分醫療器具未經消毒便再為使用。250人要接受驗血，檢測病人有否感染。[3]
- 11月4日：守護龍尾大聯盟在政府總部集會，促請政府暫停龍尾灘發展計劃。[4]同日沙田區議會鞍泰選區補選，結果由民建聯招文亮當選。
- 11月5日：第十六屆北京．香港經濟合作研討洽談會在香港舉行，兩地分別簽訂了「京港文化交流與合作協議書」、「京港食品安全交流合作框架協議」及「北京市衛生局、香港醫院管理局、北京市通州區政府發展醫院管理學院合作協議」。同日北京各級政府代表在香港招商集資，投資北京金融及基建等項目。[5]
- 11月7日：立法會在分組點票下，否決要求政府就不同性傾向平等權利議案（「同志平權議案」）立法一事，向公眾諮詢。[6]
- 11月11日：
  - 亞洲電視於政府總外舉行集會，反對政府批出新免費電視牌照。[7]
  - 的士司機不合法被殺案
  - 中大傳播與民意調查中心公佈最新一次香港身份認同調查結果，「香港人」對「中國人」的認同感跌至回歸以來新低。是次調查在13日遭北京官方傳媒《環球時報》發文批評。[8]
- 11月14日：立法會否決對陳茂波及吳克儉的不信任動議。[9]
- 11月14日：晚上鰂魚涌英皇道中興大廈發生四級火警，翌日凌晨撲熄，8人受傷。
- 11月16日：長者生活津貼撥款第四次因「拉布」而未能在財委會會議表決。[10]
- 11月16日：被譽為「香港新車神」的丘永材在第59屆澳門格蘭披治大賽車澳門電訊房車盃排位賽撞欄重傷，送院搶救後證實不治。這是澳門賽車史上，首次兩日死兩人之餘，亦是史上第二次在同一屆賽事有兩名車手喪生。[11]
- 11月17日：中央政策組首席顧問邵善波指中策組應主動參與「輿論戰」，並監察網上輿論；19日邵善波又證實中策組全職顧問高靜芝在官員任命上有「給予意見」的權力。兩項言論引發社會熱議。[12]
- 11月19日：筲箕灣柴灣道發生致命車禍。一架新巴亞歷山大丹尼士Enviro 500巴士落斜時疑因車長失去知覺，越線撞向一架的士，釀成3死57人受傷。[13]
- 11月20日：香港數碼廣播有限公司因違反牌照要求而自行停播，被通訊事務管理局罰款8萬元。[14]
- 11月23日：梁振英在事隔五個月後，終發表書面聲明，承認其大宅僭建並非「由上手戶主留下」，但拒認事涉隱瞞。[15]
- 11月24日：第49屆金馬獎頒獎，港產片《奪命金》奪得多個獎項，包括最佳導演獎（杜琪峯）、最佳原著劇本及最佳男主角獎（劉青雲）。[16]
- 11月27日：金管局第11次沽售港元，以維持聯繫匯率強方兌換保證。[17]
- 11月28日：大埔太和邨居和樓情殺案。
- 11月29日：九巴申請增加車費8.5%。[18]
- 11月30日：慈雲山慈正邨正泰樓命案。